# Associazione Sportiva Bisceglie 2018-2019
Questa voce raccoglie le informazioni riguardanti l'Associazione Sportiva Bisceglie nelle competizioni ufficiali della stagione 2018-2019.

## Rosa
| N. |                                 | Ruolo | Calciatore          |
| -- | ------------------------------- | ----- | ------------------- |
| 1  | Italia (bandiera)               | P     | Diamante Crispino   |
| 1  | Italia (bandiera)               | P     | Michele Cerofolini  |
| 2  | Italia (bandiera)               | D     | Andrea Calandra     |
| 3  | Italia (bandiera)               | D     | Ferdinando Raucci   |
| 3  | Italia (bandiera)               | A     | Riccardo Mastrilli  |
| 4  | Italia (bandiera)               | C     | Andrea Bottalico    |
| 5  | Bosnia ed Erzegovina (bandiera) | D     | Toni Markić         |
| 6  | Italia (bandiera)               | D     | Giordano Maccarrone |
| 7  | Romania (bandiera)              | D     | Daniel Onescu       |
| 7  | Italia (bandiera)               | A     | Saverio Dellino     |
| 8  | Montenegro (bandiera)           | C     | Idriz Toskic        |
| 8  | Italia (bandiera)               | C     | Samuele Parlati     |
| 9  | Italia (bandiera)               | A     | Carmine De Sena     |
| 9  | Costa d'Avorio (bandiera)       | A     | Djoulou Zohoki      |
| 10 | Italia (bandiera)               | A     | Ernesto Starita     |
| 11 | Macedonia del Nord (bandiera)   | C     | Nikola Jakimovski   |

| N. |                    | Ruolo | Calciatore           |
| -- | ------------------ | ----- | -------------------- |
| 11 | Italia (bandiera)  | A     | Luigi Cuppone        |
| 12 | Italia (bandiera)  | P     | Stefano Addario      |
| 13 | Italia (bandiera)  | A     | Anndrea Maestrelli   |
| 14 | Italia (bandiera)  | C     | Andrea Camporeale    |
| 15 | Italia (bandiera)  | D     | Leonardo Longo       |
| 16 | Marocco (bandiera) | C     | Mohammed Baghdadi    |
| 17 | Italia (bandiera)  | C     | Vincenzo Antonicelli |
| 18 | Italia (bandiera)  | A     | Antonio Messina      |
| 19 | Italia (bandiera)  | D     | Andrea Risolo        |
| 20 | Italia (bandiera)  | C     | Carlo Sisto          |
| 21 | Italia (bandiera)  | C     | Angelo Scalzone      |
| 22 | Italia (bandiera)  | P     | Bian Vassallo        |
| 23 | Italia (bandiera)  | D     | Dario Giacomarro     |
| 24 | Italia (bandiera)  | A     | Ramiz Petova         |
| 26 | Italia (bandiera)  | D     | Valerio Zigrossi     |

## Sessione estiva(dal 1/7 al 31/8)
| Acquisti | Acquisti          | Acquisti | Acquisti      |
| R.       | Nome              | da       | Modalità      |
| -------- | ----------------- | -------- | ------------- |
| C        | Fatjon Turmalaj   | Cavese   | fine prestito |
| D        | Ferdinando Raucci | Akragas  | fine prestito |
| D        | Malick Lame       | Cavese   | fine prestito |

## Risultati

### Serie C

#### Girone di andata
| Arbitro: | Colombo (Como) |

|             |           |                |
| Starita 27’ | Marcatori | 89’ De Carolis |

| Arbitro: | Gualtieri (Asti) |

|                 |           |  |
| Sandomenico 55’ | Marcatori |  |

| Arbitro: | Vigile (Cosenza) |

|                               |           |                    |
| Rainone 8’ (aut.) Starita 78’ | Marcatori | 90+4’ Floro Flores |

| Arbitro: | Ricci (Firenze) |

|                                                    |           |  |
| Pacilli 15’, 57’ Bismark 33’ Vandeputte 78’ (rig.) | Marcatori |  |

| Arbitro: | Donda (Cormons) |

|             |           |  |
| 79’ Starita | Marcatori |  |

| Arbitro: | Bitonti (Bologna) |

|           |           |  |
| Nzola 72’ | Marcatori |  |

| Bisceglie 16 ottobre 2018, ore 20:30 CEST 7ª giornata | Bisceglie                      | 0 – 0 referto | Sicula Leonzio | Stadio Gustavo Ventura (400 spett.)\| Arbitro: \| Lorenzin (Castelfranco Veneto) \| |
| Arbitro:                                              | Lorenzin (Castelfranco Veneto) |               |                |                                                                                     |

| Arbitro: | Carrione (Castellammare di Stabia) |

|                                  |           |  |
| Laaribi 4’ Awua 19’ Vivacqua 85’ | Marcatori |  |

| Arbitro: | Miele (Torino) |

|                               |           |                     |
| Onescu 10’ De Sena 74’ (rig.) | Marcatori | 6’ Parigi 28’ Tazza |

| Arbitro: | Robilotta (Sala Consilina) |

|                |           |             |
| Figliomeni 52’ | Marcatori | 34’ De Sena |

| Arbitro: | Di Cairano (Ariano Irpino) |

|  |           |           |
|  | Marcatori | 3’ Mangni |

| Arbitro: | Perenzoni (Rovereto) |

|             |           |  |
| Catania 84’ | Marcatori |  |

| Arbitro: | Cascone (Nocera Inferiore) |

|              |           |           |
| Markić 90+2’ | Marcatori | 8’ Genchi |

| Arbitro: | Cudini (Fermo) |

|                        |           |  |
| 37’ Di Roberto 89’Elia | Marcatori |  |

| Arbitro: | Robilotta (Sala Consilina) |

|             |           |  |
| Starita 26’ | Marcatori |  |

| 12 dicembre 2018 16ª giornata - Turno di riposo |  | – |  |  |

| Arbitro: | Acanfora (Castellammare di Stabia) |

|             |           |  |
| Maistro 64’ | Marcatori |  |

| Bisceglie 23 dicembre 2018, ore 20.30 CEST 18ª giornata | Bisceglie       | 0 – 0 referto | Virtus Francavilla | Stadio Gustavo Ventura\| Arbitro: \| Fontani (Siena) \| |
| Arbitro:                                                | Fontani (Siena) |               |                    |                                                         |

| Arbitro: | Cosso (Reggio Calabria) |

|                                |           |  |
| Favasuli 2’ (rig.) Rosafio 86’ | Marcatori |  |

#### Girone di ritorno
| Arbitro: | Collu (Cagliari) |

|                           |           |  |
| Prezioso 59’ Collodel 85’ | Marcatori |  |

| Arbitro: | Maggio (Lodi) |

|  |           |               |
|  | Marcatori | 90+6’ Bellomo |

| Arbitro: | Rossetti (Ancona) |

|                                      |           |  |
| Rainone 21’ Castaldo 43’ Padovan 53’ | Marcatori |  |

| Arbitro: | Vigile (Cosenza) |

|  |           |              |
|  | Marcatori | 81’ Atanasov |

| Matera 23 febbraio 2019, ore 20.30 CEST 24ª giornata | Matera | 0 – 3 (a tavolino) referto | Bisceglie | Stadio XXI Settembre-Franco Salerno |

| Bisceglie 10 febbraio 2019, ore 14:00 CET 25ª giornata | Bisceglie         | 0 – 0 referto | Trapani | Stadio Gustavo Ventura (216 spett.)\| Arbitro: \| Cipriani (Empoli) \| |
| Arbitro:                                               | Cipriani (Empoli) |               |         |                                                                        |

| Arbitro: | Kumara (Verona) |

|                           |           |           |
| Rossetti 21’ Dubickas 75’ | Marcatori | 73’ Longo |

| Arbitro: | Moriconi (Roma 2) |

|                           |           |                    |
| Triarico 51’ Risolo 90+5’ | Marcatori | 49’ (rig.) Goretta |

| Pagani 24 febbraio 2019, ore CEST 28ª giornata | Paganese         | 0 – 0 referto | Bisceglie | Stadio Marcello Torre (300 spett.)\| Arbitro: \| Luciani (Roma 1) \| |
| Arbitro:                                       | Luciani (Roma 1) |               |           |                                                                      |

| Arbitro: | Feliciani (Teramo) |

|              |           |  |
| Triarico 54’ | Marcatori |  |

| Monopoli 10 marzo 2017, ore CEST 30ª giornata | Monopoli        | 0 – 0 referto | Bisceglie | Stadio Vito Simone Veneziani (1.741 spett.)\| Arbitro: \| Ricci (Firenze) \| |
| Arbitro:                                      | Ricci (Firenze) |               |           |                                                                              |

| Bisceglie 17 marzo 2019, ore 14:30 CEST 31ª giornaa | Bisceglie                  | 0 – 0 referto | Siracusa | Stadio Gustavo Ventura (284 spett.)\| Arbitro: \| Garofalo (Torre del Greco) \| |
| Arbitro:                                            | Garofalo (Torre del Greco) |               |          |                                                                                 |

| Arbitro: | Maranesi (Ciampino) |

|           |           |  |
| Ricci 28’ | Marcatori |  |

| Bisceglie 31 marzo 2019, ore 16:30 33ª giornata | Bisceglie         | 0 – 0 referto | Juve Stabia | Stadio Gustavo Ventura (1.404 spett.)\| Arbitro: \| Santoro (Messina) \| |
| Arbitro:                                        | Santoro (Messina) |               |             |                                                                          |

| Arbitro: | Gariglio (Pinerolo) |

|                            |           |           |
| Di Piazza 82’ Esposito 91’ | Marcatori | 32’ Longo |

| 14 aprile 2019 35ª giornata - Turno di riposo |  | – |  |  |

| Arbitro: | Camplone (Pescara) |

|  |           |              |
|  | Marcatori | 64’ Cernigoi |

| Arbitro: | Annaloro (Collegno) |

|                                |           |              |
| Sirri 22’ Partipilo 45’ (rig.) | Marcatori | 60’ Triarico |

| Arbitro: | Feliciani (Teramo) |

|                                  |           |                                    |
| Scalzone 1’, 51’, 82’ Cuppone 2’ | Marcatori | 5’ Fella 8’ Sainz-Maza 59’ Rosafio |

#### Play out
| Arbitro: | Nicoletti (Catanzaro) |

|                     |           |                     |
| Piana 1’ Scarpa 44’ | Marcatori | 28’ (rig.) Scalzone |

| Arbitro: | Sozza (Seregno) |

|                                                                 |           |                                |
| Starita 2’ Stendardo 14’ (aut.) Triarico 20’ (rig.) Parlati 38’ | Marcatori | 10’, 68’ Cesaretti 73’ Alberti |

| Arbitro: | Zufferli (Udine) |

|                |           |  |
| Sorrentino 49’ | Marcatori |  |

| Arbitro: | Camplone (Pescara) |

|                                                |                      |                                                     |
| Triarico 52’                                   | Marcatori            |                                                     |
| Scalzone Triarico Bangu Zigrossi Starita Longo | Tiri di rigore 2 – 3 | Lombardo Santovito Mauri Di Nardo Sorrentino Zanini |

### Coppa Italia Serie C

#### Girone
| Arbitro: | Pascarella (Nocera Inferiore) |

|  |           |                                   |
|  | Marcatori | 2’ Risaliti 57’ Ricci 77’ Dellino |

| Arbitro: | Marotta (Sapri) |

|                                      |           |  |
| Dettori 20’ Di Somma 81’ Emerson 88’ | Marcatori |  |